# Hohe Brücke
Hohe Brücke, česky lze přeložit jako Vysoký most, je památkově chráněná horská lávka nacházející se nad vesnicí Stans v okrese Schwaz v Tyrolsku v Rakousku. Lávka leží v alpském pohoří Karwendel.

## Historie a popis mostu
Hohe Brücke je unikátní stavbou z období hromadných středověkých poutí do kláštera a poutního místa Sankt Georgenberg. Lávka překlenuje hlubokou soutěsku potoka Georgenbach ve výšce přes 40 metrů. Cesta přes lávku je jedinou možností, jak se dostat ke klášteru bez horolezeckých technik. Spodní převážně kamenná konstrukce lávky (pilíře) byla postavena nejpozději v roce 1497. Most je překlenut dřevěnou trámovou konstrukcí dlouhou asi 50 metrů. V roce 1515 byla postavena celnice vybírající mýtné, kterou však v roce 1689 zničila lavina. Obrazy vzniklé kolem poloviny 17. století již zachycují most jako zastřešený a pokrytý šindely. Po velké lesním požáru 31. října 1705, který na třicet let zničil horský klášter Sankt Georgenberg a vynutil si stavbu nového kláštera v údolí, byl tesařský mistr Michael Lentner ze Schwazu pověřen stavbou nové dřevěné stavby lávky. Lávka byla dokončena v roce 1709. Poslední přestavba po požáru v roce 1819, byla provedena v novogotickém stylu. Lávka, která není určena pro automobilovou dopravu, má sklon 13,5% a výrazné obloukové zakřivení. Šířka mostovky je 4,8 m a světlá výška 2,8 m. Přístup k lávce je od Parkoviště Weng. Obnova Hohe Brücke byla v roce 2004 oceněna cenou Europa Nostra Award.

## Další informace
Vstup na lávku je zpoplatněn.

## Galerie

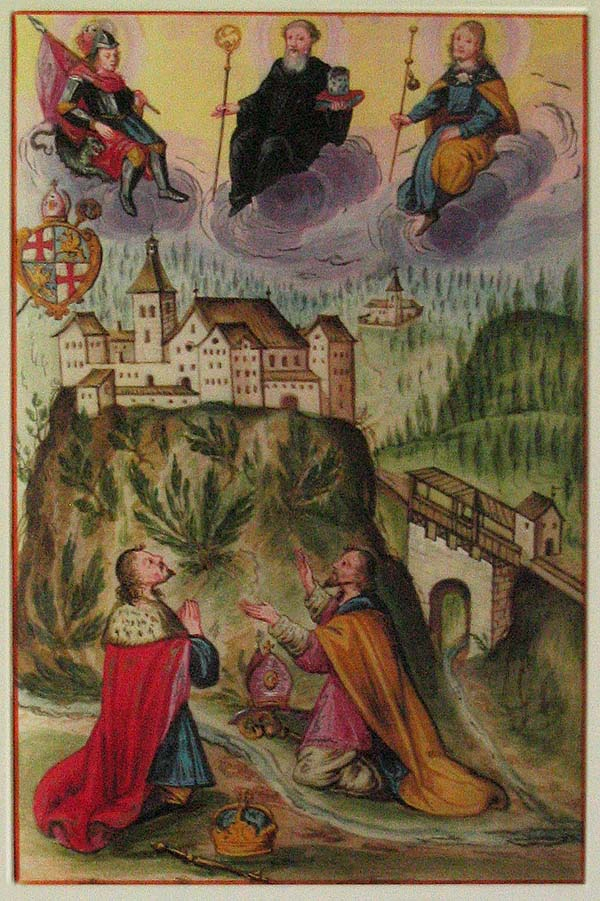
Historická malba mostu
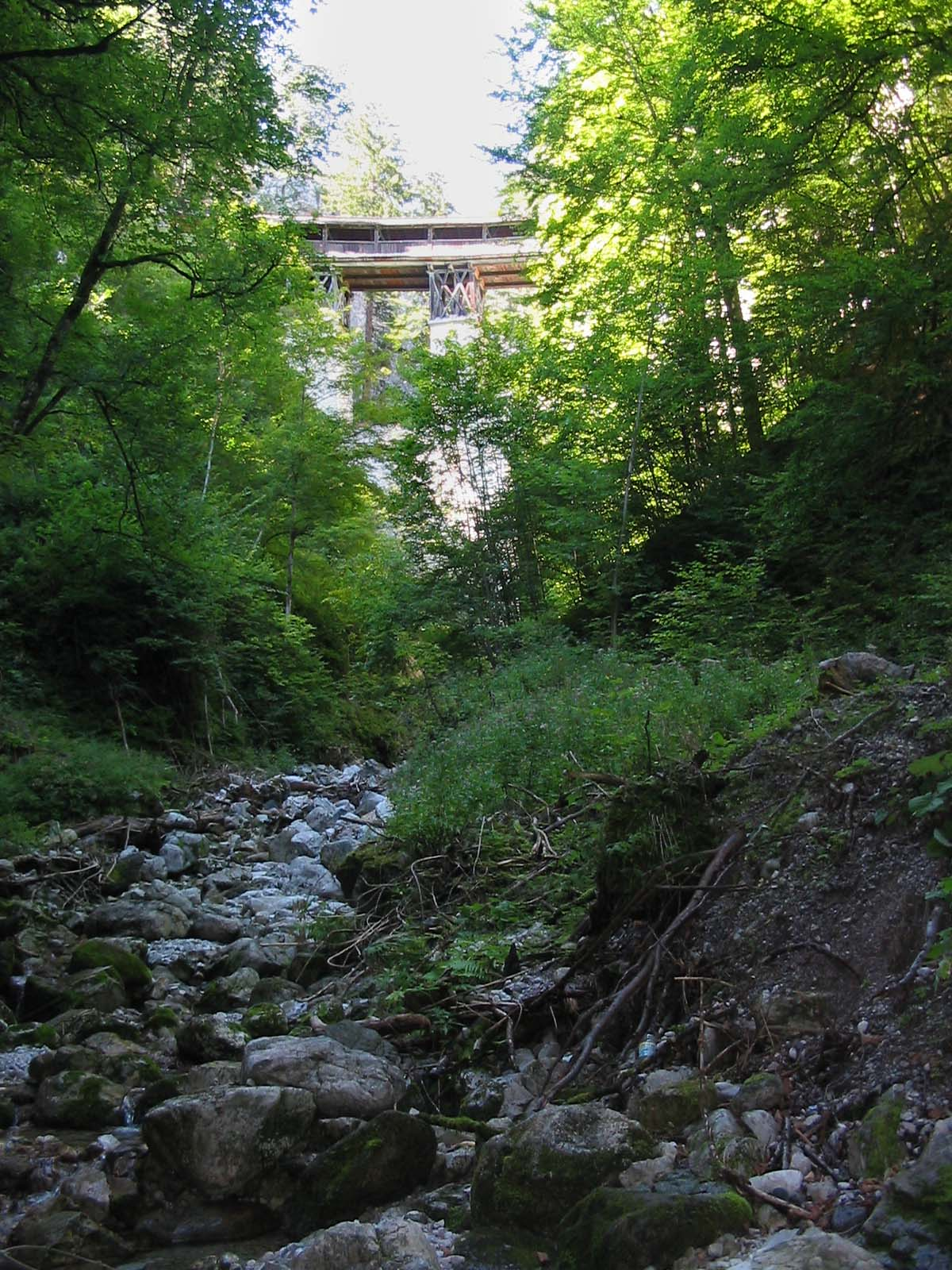
Pohled za most z kaňonu
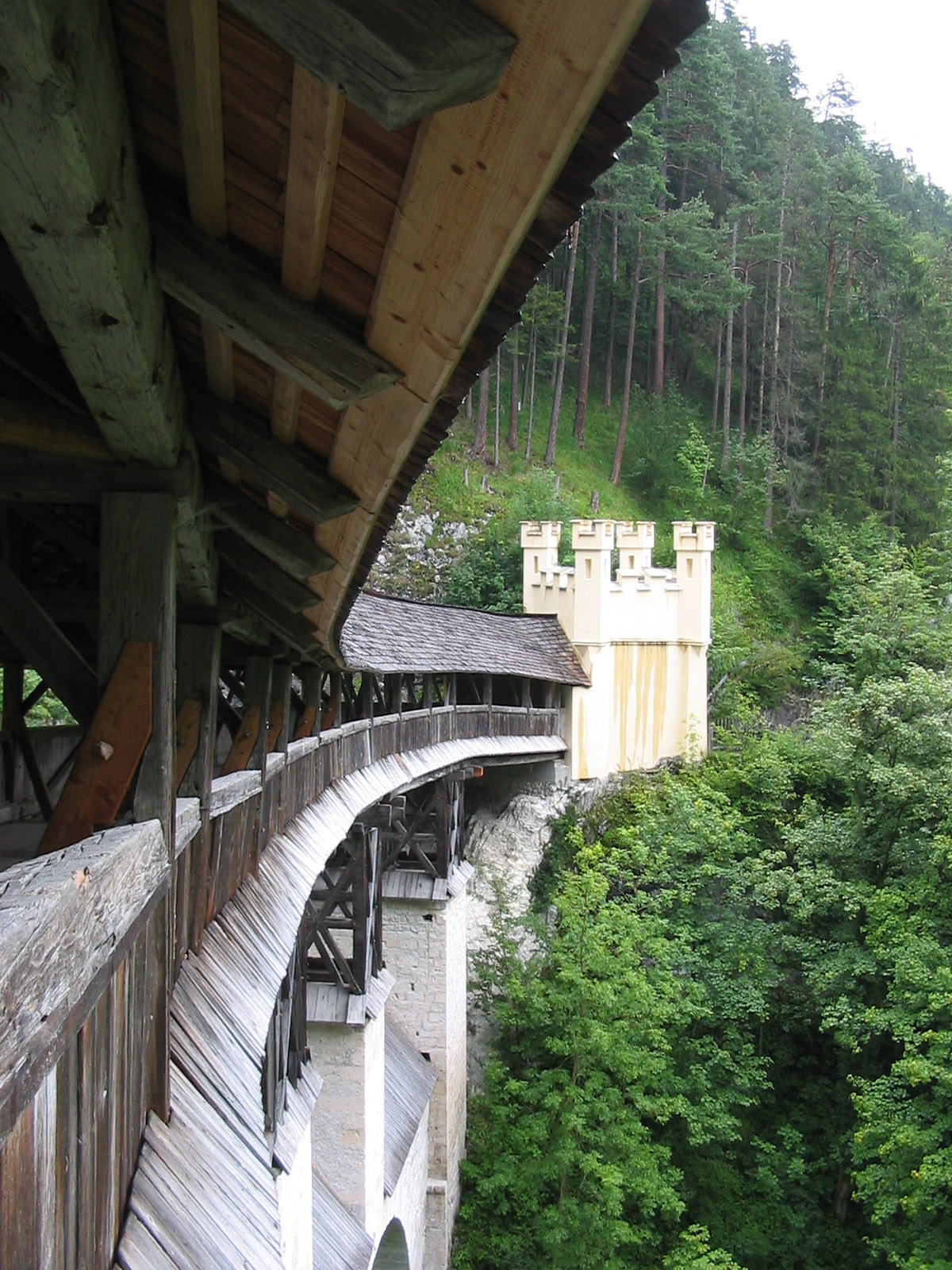
Na mostě
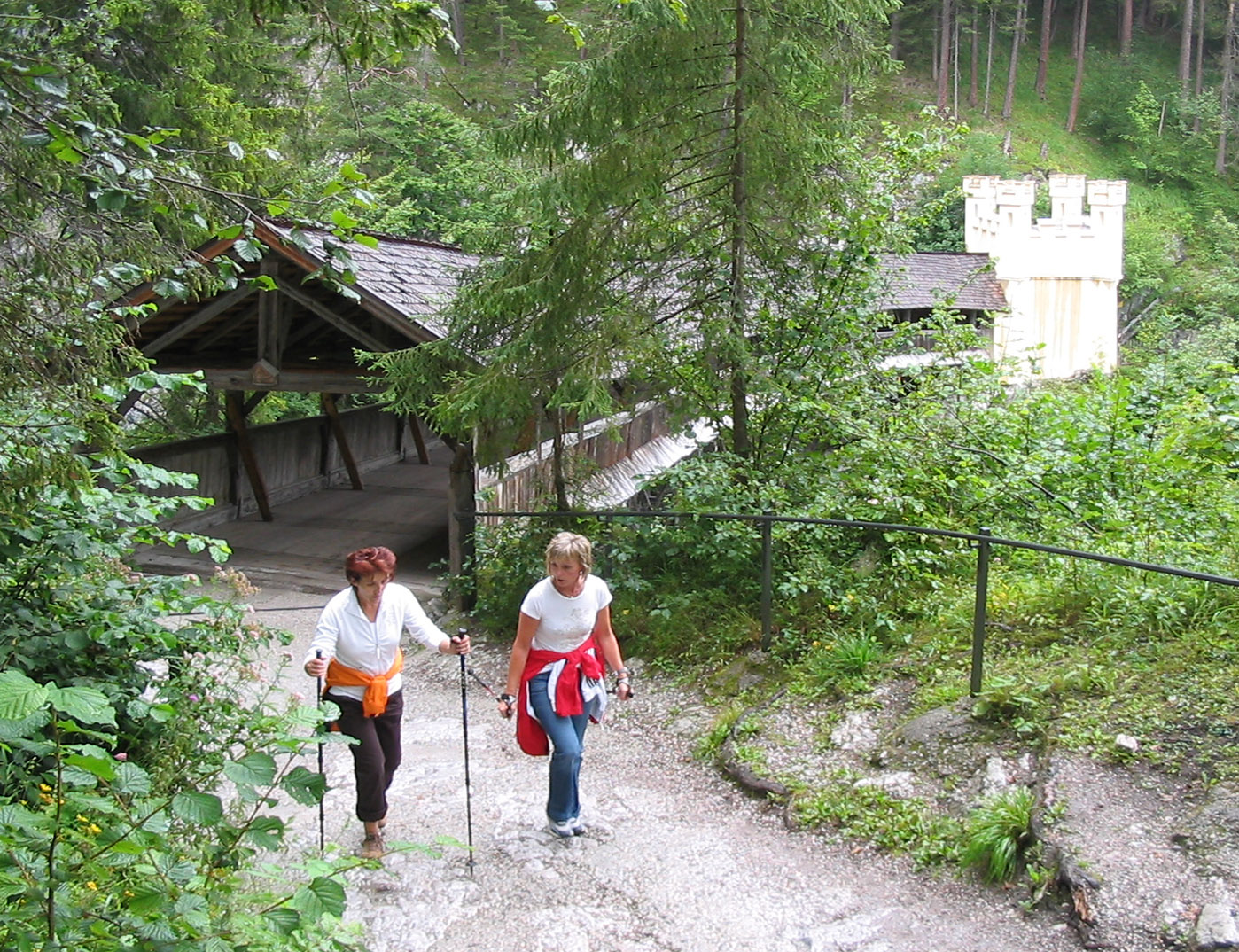
U mostu
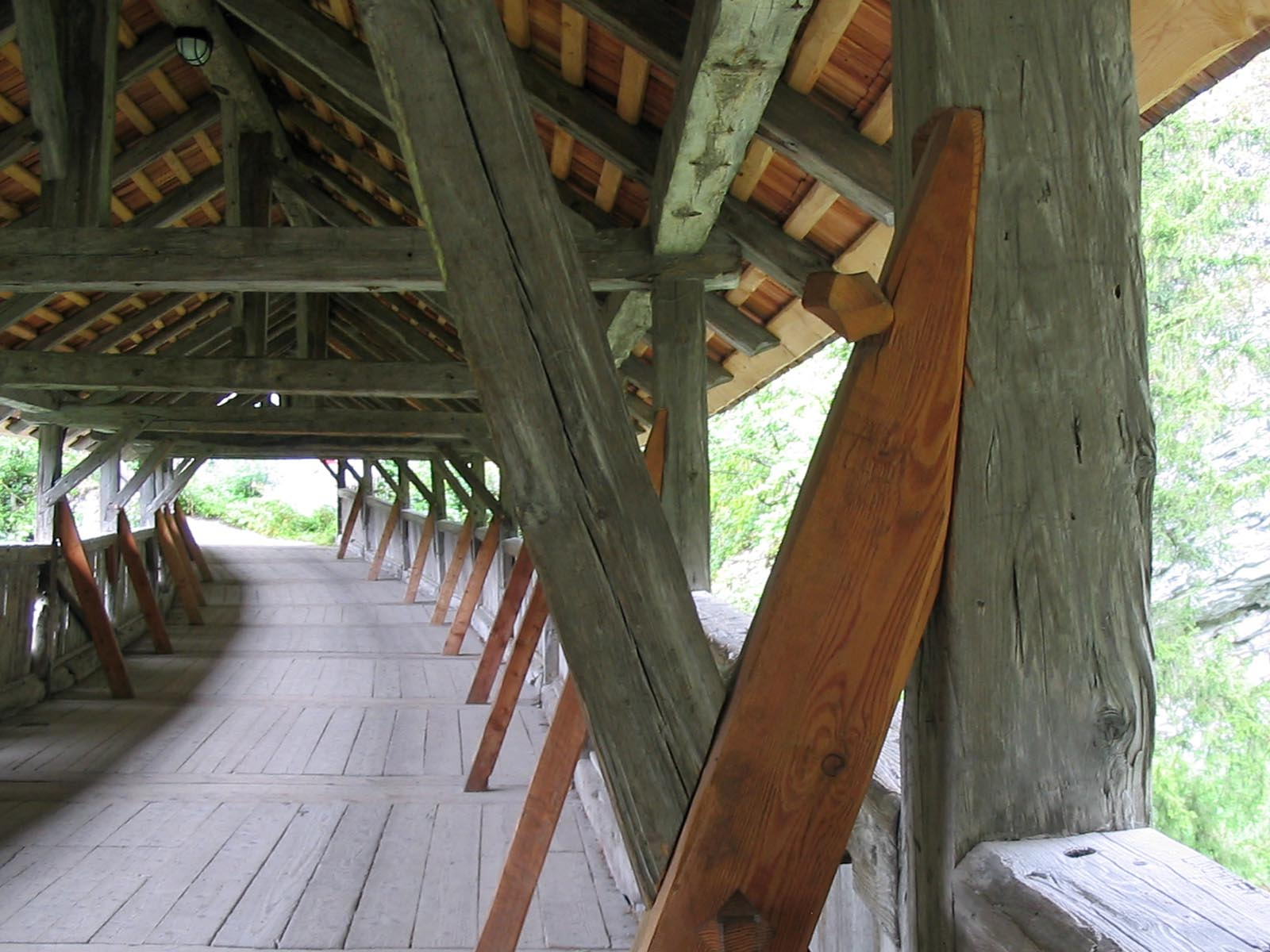
Detail dřevěné konstrukce mostu